# Josipina Šumi
Josipina Šumi (r. Avbelj), ljubljanska podjetnica, * 23. februar 1841, Blagovica pri Lukovici, † 2. maj 1917

## Življenje in delo
Rojena je bila na kmetiji nad Blagovico pri Lukovici. Starša sta bila Jernej Bartolomej Avbelj in Johana Ivana Avbelj. Že mlada se je preselila v Ljubljano k teti Mariji, ki je bila poročena s krčmarjem v gostilni Figovec, kjer se je naučila kuhati. 
Slaščičarja Franca Šumija je spoznala v Budimpešti, kjer je delala kot varuška. Leta 1875 sta se poročila in preselila v Ljubljano. Leto kasneje sta v središču Ljubljane, nasproti današnje Drame,  odprla slaščičarsko delavnico in trgovino. Izdelovala in prodajala sta različne sladke proizvode (bombone, slaščice, marmelade, kompote, malinovec, sladkorne figure, velikonočna jajčka), pa tudi sladkorne kroglice, ki so se uporabljale za homeopatsko zdravilo. 
Življenje s Francem ni bilo lahko; varal jo je s služkinjami, zapravljal je denar za svoja potovanja, kjer se je ukvarjal s teozofijo in bil nasilen. Zato je Josipina leta 1885, v času, ko so bile razveze na zahtevo žensk redke, vožila tožbo za razvezo. Ločitveni postopek je trajal tri leta, po tem pa je Josipina prevzela slaščičarsko delavnico, medtem ko je Franc odpotoval v tujino, kjer je tudi umrl. V naslednjih desetletjih je delavnico razširila in ustvarila uspešno tovarno sladkarij. Tovarna kanditov in slaščičarskih izdelkov Josipine Schumi v Ljubljani je bila odprta leta 1905. 
Josipina Šumi je bila pionirka v več pogledih. Vlagala je v tehnično opremljenost delavnice in pozneje tovarne in kot prva na svetu začela proizvajati gumi bombone. 
Umrla je leta 1917, tovarno pa je prevzela hčerka Evgenija, poročena Hribar. 
Tovarna Šumi je najstarejša tovarna sladkih proizvodov v državah nekdanje Jugoslavije. Blagovna znamka Šumi živi še danes. 